# Òpol i Perellós
Òpol i Perellós (oficialment en francès, Opoul-Périllos) és una comuna de 1.042 habitants, de la comarca del Rosselló, a la Catalunya del Nord, formada el 1972 per agregació de les antigues comunes independents d'Òpol (['opuɫ], estàndard ['ɔpuɫ]) i de Perellós ([pəɾi'ʎus], estàndard [pəɾə'ʎos]). Es parlava occità fins al segle xix al vilatge de Perellós, ara abandonat i en ruïnes. Òpol tingué consideració de vila reial mentre es mantingué a l'altiplà, al costat septentrional del castell, quan rebé el nom de Salvaterra.
Òpol és actualment el poble més septentrional de la Catalunya del Nord i dels Països Catalans. Limita amb Occitània. S'hi parlava occità abans, segons François Fontan.
El llogaret abandonat de Perellós (també Perillós, i de nom històric Perellons) està situat a una desena de quilòmetres més amunt cap a la muntanya, al nord. És pràcticament desert des de la Segona Guerra Mundial per raó del seu isolament. Quan encara hi havia població, era aquest, i no Òpol, el poble més septentrional dels Països Catalans. El primer quart del segle xxi, Perellós ha experimentat un tímid ressorgiment, amb la rehabilitació d'algunes cases, sobretot per a segona residència.

## Geografia

Situació de la comuna d'Òpol i Perellós en el Rosselló

### Localització i característiques generals del terme
La comuna d'Òpol i Perellós, de 505.300 hectàrees d'extensió, és a l'extrem septentrional de la comarca de les Corberes catalanes (però al bell mig de les Corberes senceres), al límit nord de la Catalunya Nord i dels Països Catalans, fronterer amb la Comarca de Fitor, o País de Fitor, pertanyent a la regió occitana del Narbonès.
És un terme orogràficament molt trencat, format per una sèrie d'altiplans calcaris arredossats a migdia de la Serra de Perellós i d'altres serres que acaben de conformar la conca sobretot pel nord: Serra de la Gran Cremada, Serra de Tiramantells, Serrat de la Murtra, Serra del Boix, Crest de la Galera, Serrat de Montpeirós, Crest de Vilaplana i Montplà, etcètera. Quasi al centre hi ha l'extensa depressió d'Òpol, on es troba el poble cap de la comuna, al sud del qual s'estén el Bosc Comunal d'Òpol i Perellós, de domini públic, replantat modernament.
Termes municipals limítrofs:
| Tuissan (Occitània) | Embres e Castelmaur (Occitània) | Fulhan (Occitània) / Fitor (Occitània) |
| Vingrau             |                                 |                                        |
|                     |                                 | Salses                                 |

### El poble d'Òpol

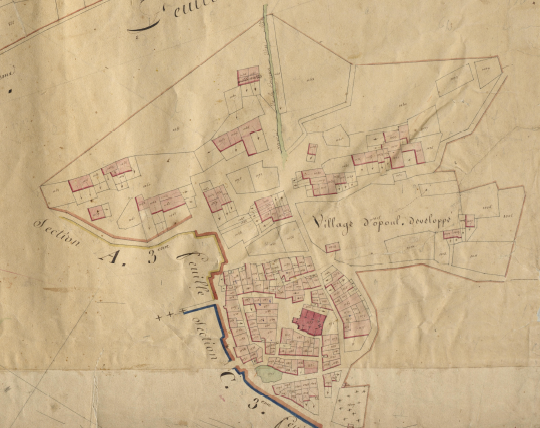
Sector nord d'Òpol en el Cadastre napoleònic del 1812 (Arxius Departamentals dels Pirineus Orientals, ADPO)

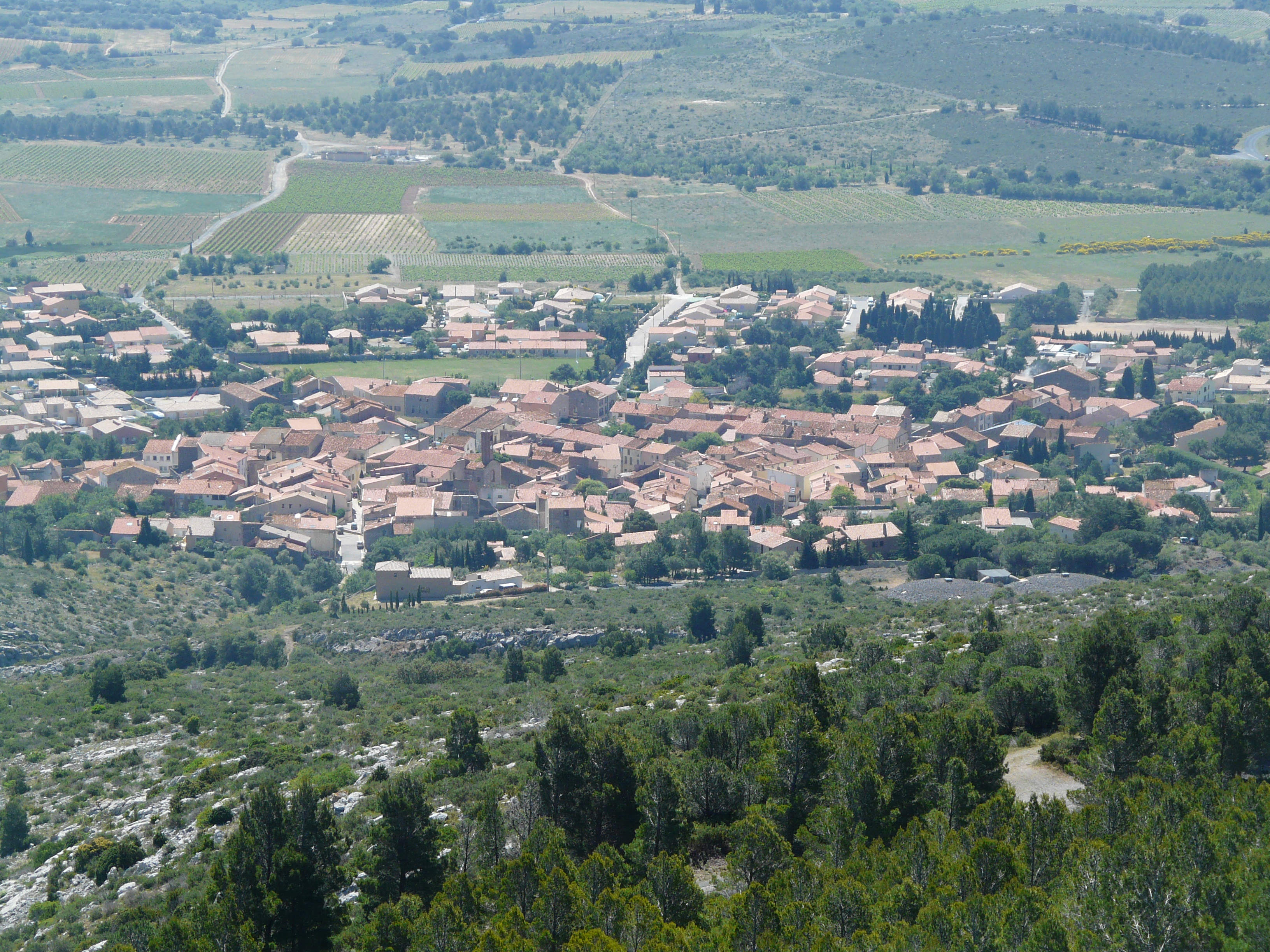
Òpol des del castell

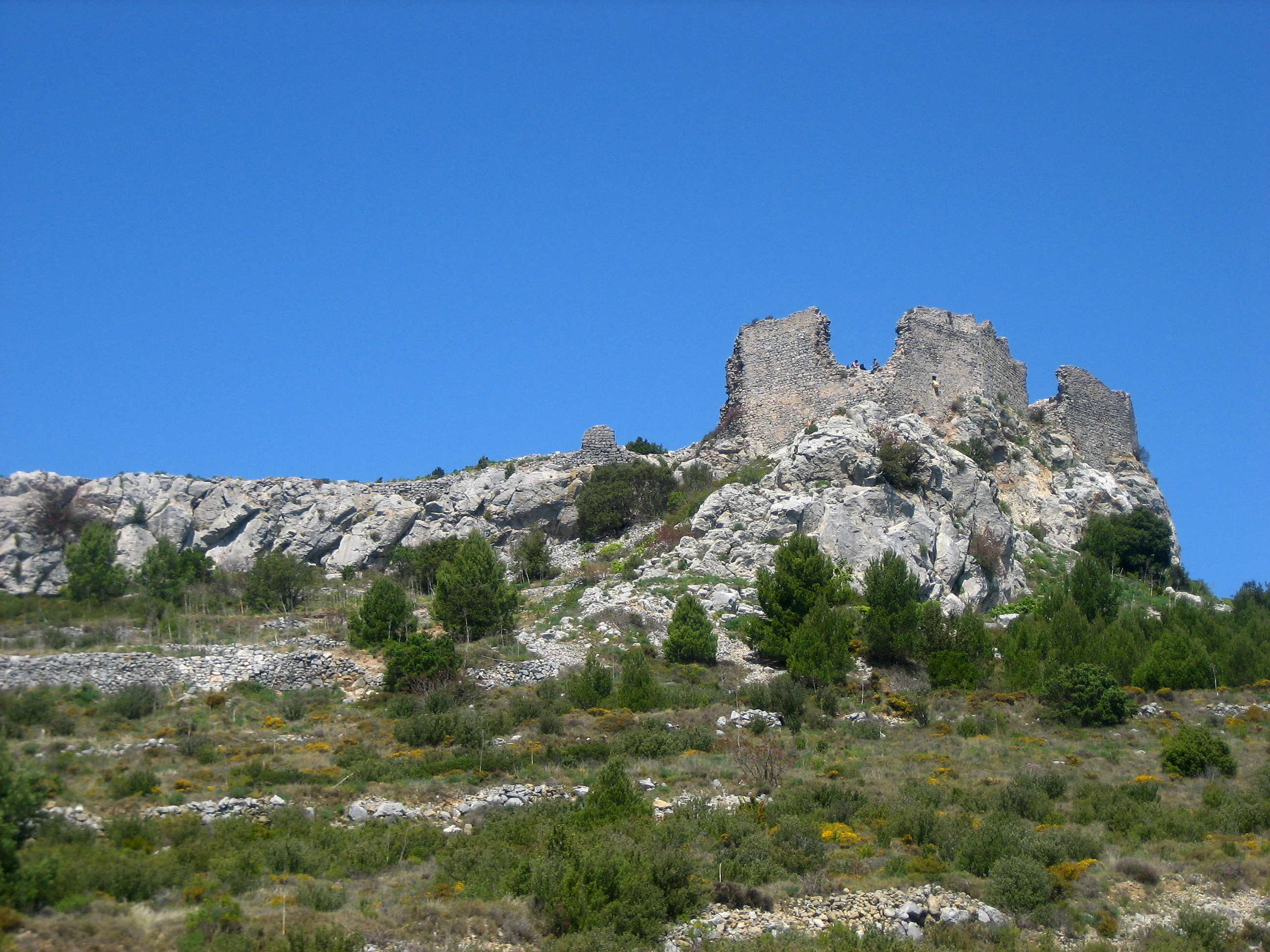
Les ruïnes del castell

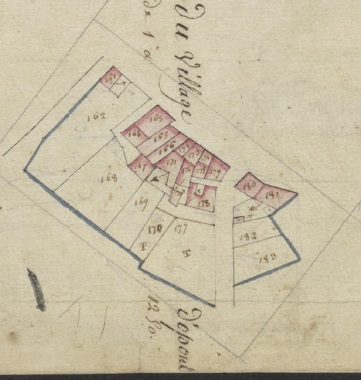
Sector sud d'Òpol en el mateix cadastre (ADPO)

L'origen d'Òpol, tant pel que fa al nom com respecte de la població, és el castell, en el qual es creà la població, anomenada Salvaterra per Jaume I el Conqueridor, la qual al segle xvi baixà al pla de sota del castell, 1.200 metres al sud-est del turó del castell, al bell mig de l'altiplà d'Òpol.
El poble nou, creat en un moment de sovintejades confrontacions bèl·liques, adoptà igualment una forma de vila closa, encara que no parteixi d'una cellera medieval. El poble vell, dalt del turó del castell, conserva diverses cisternes molt grans, cobertes amb volta. Hi ha també vestigis de l'església romànica de Sant Llorenç del Castell d'Òpol, capella del castell i possiblement parroquial del poble primigeni de Salvaterra, així com restes d'altres construccions del castell i del poble, tot en ruïnes.
El poble actual està bastit al voltant de l'església parroquial de Sant Llorenç d'Òpol, que conservà el patronatge de l'església del castell, cosa que demostra que en fou la successora. L'església hi ocupa un lloc central, i el poble s'organitza a l'entorn seu bastant agrupat, amb una forma arrodonida. Tot al sud i sud-est del nucli primigeni s'ha anat desenvolupant el poble contemporani, en carrers de traçat més regular, i amb edificacions basades principalment en habitacles unifamiliars amb espais a l'entorn de la casa. En les altres direccions hi ha també algunes cases, en part enfilant-se en el pendís a la base del qual es troba el poble.
A la perifèria del poble actual, a la zona sud-est, hi ha el cementiri municipal actual (l'antic era a l'entorn de l'església parroquial), amb la capella de la Mare de Déu dels Morts i a prop i al seu nord-est, la capella de la Mare de Déu de la Victòria. Actualment són dins del nucli urbà, tot i que en el seu extrem.

### El poble de Perellós

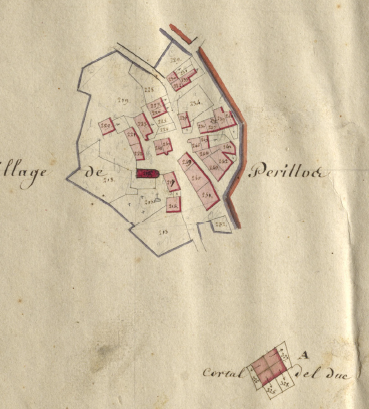
Perellós en el Cadastre napoleònic del 1812 (ADPO)

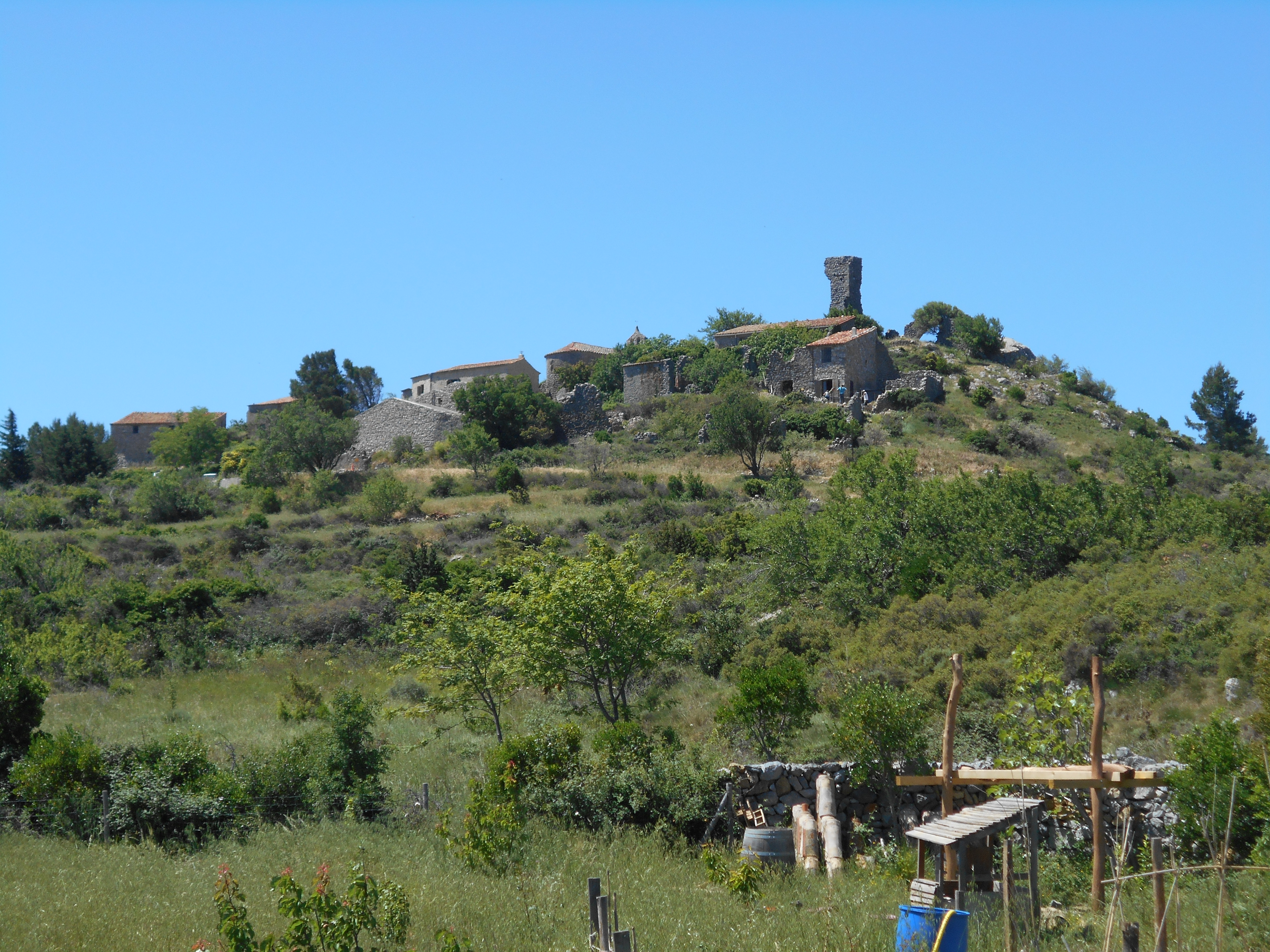
El poble de Perellós

El vell poble de Perellons, esdevingut posteriorment Perellós i escrit Perillós des del segle xviii, està situat al nord del terme actual, per la qual cosa, quan existia com a comuna independent, era la comuna més septentrional dels Països Catalans. Sota la Serra de Perellós, la importància estratègica del lloc conferí una gran importància a l'edat mitjana a la família que posseïa el lloc. El 1100 n'era senyor Ramon Seguer de Perellons, un descendent del qual, Francesc de Perellós, fou erigit el 1366 vescomte de Rueda i d'Épila (a l'Aragó) per Pere III el Cerimoniós com a recompensa pels seus serveis militars i diplomàtica. Aquest mateix Francesc de Perellós esdevingué el 1368 almirall del Rei de França. Casat amb Constança de Fenollet, fou pare de Miquel de Perellós, que fou arquebisbe d'Ambrun, i de Ramon de Perellós, per a qui el rei Joan I creà el 1391 el vescomtat de Perellós.
Dominen les restes del poble el castell del Senyor o del vescomte, a prop de l'antiga església parroquial, romànica, de Sant Miquel de Perellós. Prop del poble hi ha també les ruïnes de la capella de Santa Bàrbara de Perellós.

### Valloriola
Antic terme (vallem Ariolam), pertanyia de primer al prior d'Espirà de l'Aglí i després, com tot aquell priorat, al monestir de Santa Maria de la Real, de Perpinyà. Valloriola conserva la capella de Sant Josep de Valloriola.

### Vestigis arqueològics
A diversos indrets del terme d'Òpol i Perellós van ser trobats vestigis arqueològics importants: al Pla del Barranc, del Serrat Alt, hi ha una cova amb dibuixos fets amb carbó, d'època indeterminada, i enterraments del paleolític final i del Calcolític. A la Cauna de Perellós, gravats amb motius cruciforme i fragments d'àmfora d'època romana. Prop del Castell d'Òpol, nombroses restes romanes.

### Els masos del terme
El terme d'Òpol i Perellós té un bon nombre de construccions aïllades, però moltes són en ruïnes, actualment. Així, s'hi troben la Capella, el Casot, el Casot de Laborie, el de Robert Calmon, el de Roger Calmon, tres edificacions denominades simplement el Cortal, el Cortal de Coma Ramiol, o d'en Cerdà, el de la Bosiga, el de la Carina, abans d'en Carrera, el de la Coma Fosca, el del Crest del Mill, el del Ferrer, abans d'en Fabra, el d'en Benet, el d'en Bernadoi, abans del Sant, el d'en Félicien, el d'en Fogar, el Cortal o Mas d'en Lalana, el Cortal d'en Vilatis, el Forn de Calç de Montpeirós, el Mas d'en Vilatis, el Mas Farines, abans Cortal d'en Viola, el Molí Nou, la Poudrière, la Quera (mas) i la Vall Oriola (mas). Vora el poble, a més, hi ha l'antiga Cava cooperativa, ara desafectada.
De construccions en ruïnes, la llista és llarga: quatre de denominades Cortal, sense complement, el Cortal d'Amat, el de Gratallà, el de la Cauna, abans d'en Cerdà, un altre també anomenat de la Cauna, el de la Jaça del Bou, el de la Murtra, el de la Salina, el de l'Auriol (dos de diferents amb el mateix nom), el del Duc, el de l'Esquella, el del Quiscó, el del Remolí, el del Ròbol, o de l'Hilari i del Bertí, el del Tirolet, o d'en Malet, el d'en Boneu, el d'en Botet, el d'en Carrera (dos de diferents amb el mateix nom), el d'en Castany (dos de diferents amb el mateix nom, un d'ells antigament denominat de l'Eimeric), el d'en Cavaller, el d'en Fanfaní, abans denominat d'en Lalana, el d'en Farines, el d'en Ferrer, el d'en Jouer, abans d'en Saleta, el d'en Lalana (dos de diferents amb el mateix nom), el d'en Patruix, o d'en Verger, el d'en Pitot, o d'en Saurines, el d'en Pujol, el d'en Reinald, el d'en Sanyes (dos de diferents amb el mateix nom), el d'en Cerdà, el d'en Vilatis, el d'en Vallat, el de Sant Miquel, el Cortal Nou, abans Jaça d'en Fabra, els Cortals d'en Drilles, el Mas o Cortal Forquier, el Mas o Cortal Nou i el Molí Vell. Alguns d'aquests topònims són, a més, noms antics pel seu desús actual. Altres noms antics són el Cortal del Tort, el d'en Calmon, antigament del Noi, el d'en Lalana i la Jaça del Jepota.

### Hidrografia
L'accidentada orografia del terme d'Òpol i Perellós, sobretot a la part de Perellós, fa que aquest terme estigui ple de torrents, amb diverses denominacions, i còrrecs. El terme està organitzada majoritàriament a l'entorn del Ròbol. Travessa, de forma sinuosa, el terme de nord a sud, i rep les afluències, de llevant a ponent, de la Coma de l'Esquella, del Còrrec del Matavent, o de la Coma de Matavent, i del de les Salines, del de la Coma del Bou, dels Còrrecs dels Vivers i, a través d'ells, dels còrrecs de la Font del Genegal, del de la Galera, de diversos còrrecs sense nom propi, del del Trauc del Cavall, del del Garrollar, del del Garrollar Rodon, del del Clot del Garrollar, del del Roc Rodon, del de la Coma Fosca (dos amb el mateix nom), del Crest de Carriera, del Roire, del Còrrec de la Llaquera, que aporta els còrrecs del Pou d'en Noris, de la Coma d'en Canaval, del Camp d'en Bodoll, de l'Assalador, del Cortal d'en Botet, i de la Coma de la Jaça de les Ferles, els còrrecs de la Cadieira de la Pau, el de la Cadieira dels Arbocers, la Coma de Camp Rodill, la dels Veirals de Camp Rodill, la dels Porcs, la dels Conills, la del Comellar del Camp Rodill, la de la Coma de l'Escloper, la del Còrrec de la Murtra, el Comellar de la Romanissera, la Coma de la Murtra, el Comellar, el Comellar de la Bosiga, la Coma de l'Artiga de Micolau, els Comellars de l'Artiga de Micolau, la Coma de la Rasimiera, el Còrrec dels Veiralets, la Coma de Fer, el Comellar del Trauc de les Abelles, la Coma dels Fangassos, la Coma del Roc Roig, la Coma del Remolí, la Coma del Cabrit la Coma Reinald, la Coma Boixera, el Còrrec del Costaló, el de la Ginebreda, el de la Perdició, el de la Basseta, o les Bassetes, el de la Coma del Bou i el de la Coma del Ròbol.
La depressió on es troba el poble d'Òpol té alguns cursos d'aigua que no tenen continuïtat, ja que aboquen l'aigua, quan plou, cap a pous o cap a capes freàtiques subterrànies. Entre aquests es troben la Coma Ramiol, el Còrrec d'en Costera i el de la Coma de Bell Senyor, el Còrrec dels Aladers, la Coma de Mont Pla, el Còrrec de Mont Pla, la Coma Forcada, el Còrrec de Jon, el Còrrec de la Costa de Mont Pla, el Còrrec d'en Joan Drilles, el Còrrec de la Marga, l'Agulla -o Camí, malgrat ser un torrent- dels Clots Roigs, l'Agulla del Barranc, el Còrrec d'en Mir, o de la Coma del Mir, el de la Font Nova, el Rec de la Vernadella, el Barranc dels Ametllers.
Cap al terme de Salses, de forma paral·lela al Ròbol, davallen uns quants còrrecs que tenen la capçalera a Òpol i Perellós. Es tracta dels còrrecs del Mas d'en Costa i el dels Clots d'en Boquer, o de les Fontanilles.
Entre les fonts destacades hi ha les que alimenten d'aigua el poble d'Òpol, la Font del Castell, les fonts captades de la Cauna Negra i de la Cauna Roja, la Font d'Òpol i l'Aqüeducte de la Font d'Òpol. També, a llevant del poble, la Bassa i la Bassa Llarga. Altres fonts importants són la del Carrer del Castell, la de la Tua, la dels Vivers, la de Sant Salvador i la Fonteta. Entre els pous destaquen el Pou de França, comunal, el de la Bassa, el de la Cauna, el del Ferrer, el del Gratallà, el del Pla, el d'en Bernadoi i els Pous.

### Relleu

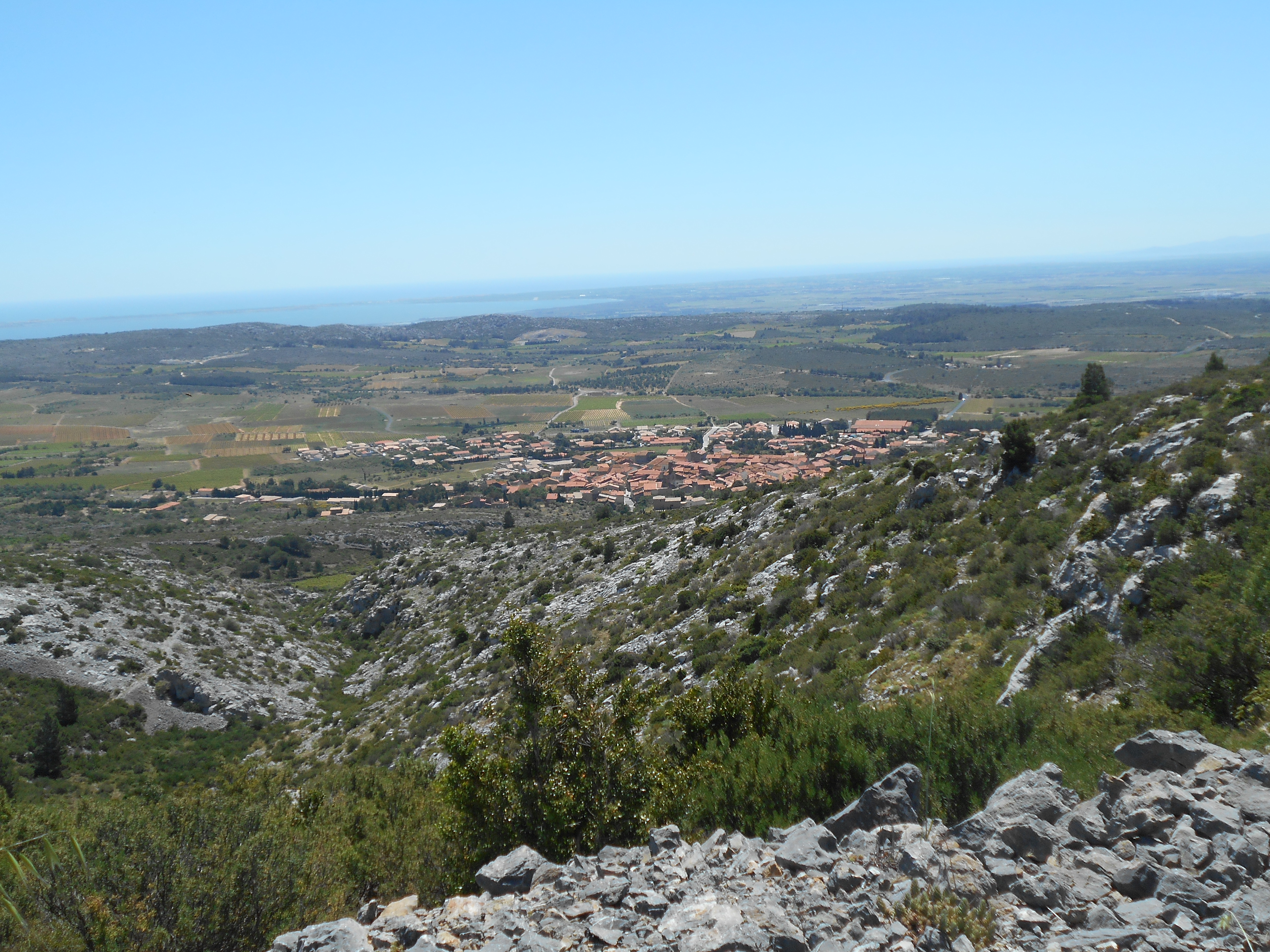
El poble d'Òpol des del castell

Bastants dels topònims del terme d'Òpol i Perellós reflecteixen bé la complexa orografia d'aquest terme. Així, s'hi poden trobar
AvencsEl Barranc de la Coma de Raó, el de les Agralles, el del Fang, el dels Ametllers, el Pou d'en Noris i el Trauc del Cavall
BarrancsEl Barranc; coves: la Cauna, la Cauna de la Nantella, la Cauna del Jaumetot, la Cauna Negra, la Cauna Roja
ClotsEl Clot del Garrollar, els Clots d'en Boquer, els Clots Roigs
CollsEl Coll de Carnera, el Coll de la Marga, o de les Auques, el Coll de la Sabina
ComesComa Boixera, Coma de Bell Senyor, Coma de Fer, Coma de Jon, Coma de l'Agla, Coma de la Jaça Fosca, Coma de la Murtra, Coma del Cabrit, Coma de l'Escloper, Coma de l'Esquella, Coma dels Aladers, Coma dels Conills, Coma dels Porcs, Coma del Violon, abans de la Figuera, Coma de Mont Pla, Coma d'en Canaval, Coma d'en Costera, Coma d'en Joan Drilles, Coma d'en Mir, abans del Mir, Coma de Ragós, Coma de Raó, o de Raós, Coma Forcada, Comalls de Terra Negra, Coma Ramiol, Coma Reinald, Comellar de la Bosiga, els Comellars, Comellars de l'Artiga de Micolau, Comes Cabres, o el Trauc dels Ossos
CostesLa Costa del Mont Pla, el Costaló, el Costalot
MuntanyesMontolier de Perellós, Mont Pla, el Puig de Montpeirós, Puig Petit
PlanesEl Pla, el Pla de la Condomina, el Pla de la Llaquera, el Pla del Barranc, el Planal de la Coma de l'Esquella, el Planal de la Perdició, els Planals, els Planals de la Grasala, els Planals de les Salines, els Planals de la Cauna, els Planals del Cortal d'en Castany, els Planals dels Aladers, els Planals dels Camps d'en Jordà, els Planals dels Selvis, o dels Selviers, els Planals de Peira Dreta
RibesRiba de la Basseta, Riba del Ròbol, Riba d'en Vilatis
Serres i serratsSerra Alta, Serra de Comes Crabes, Serra de la Gran Cremada, Serra del Banyador, Serra del Veiralet, Serra del Veiral Agre, Serra de Posets, Serra de Tira Mantells, Serra de Vingrau, Serrat Alt del Solellar, Serrat de la Basseta, Serrat de la Coma de Ragós, Serrat de la Morralada de l'Home, Serrat de la Murtra, Serrat de la Perdició, Serrat de la Riba d'en Vilatis, Serrat del Boix, Serrat del Crest de l'Esquella, Serrat de les Auques, Serrat de l'Escloper, Serrat del Majoralet, Serrat del Mas d'en Costa, Serrat del Molí, Serrat del Pas Estret, Serrat del Planal de l'Esquella, Serrat del Roc de la Perdició, Serrat dels Cabanots de Terra Baixa, Serrat de Matavent, Serrat de Montpeirós, Serrat de Mont Pla, Serrat d'en Julià, Serrat de Viaplana i Serrat Mal.

### El terme comunal

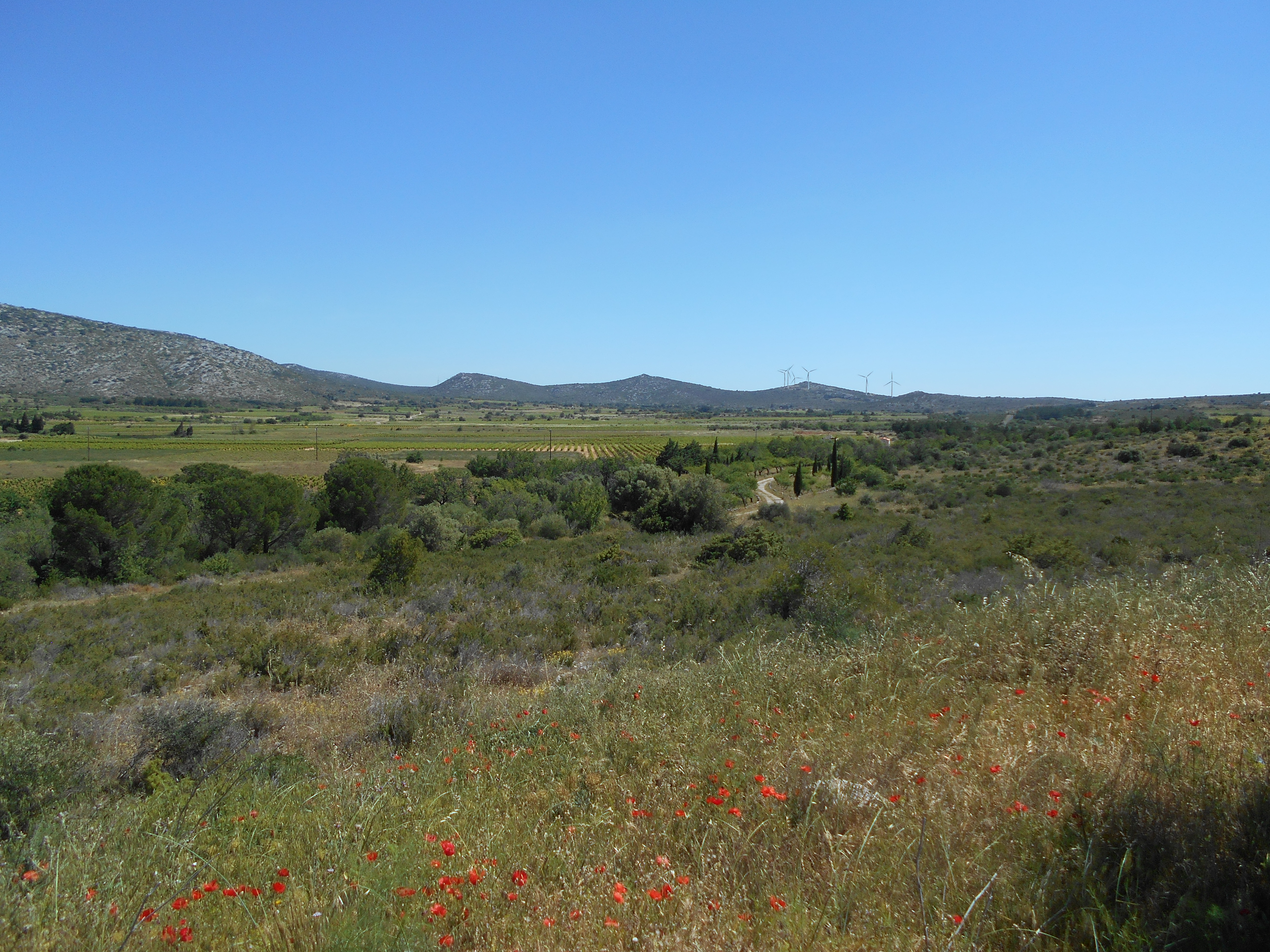
La vall d'Òpol

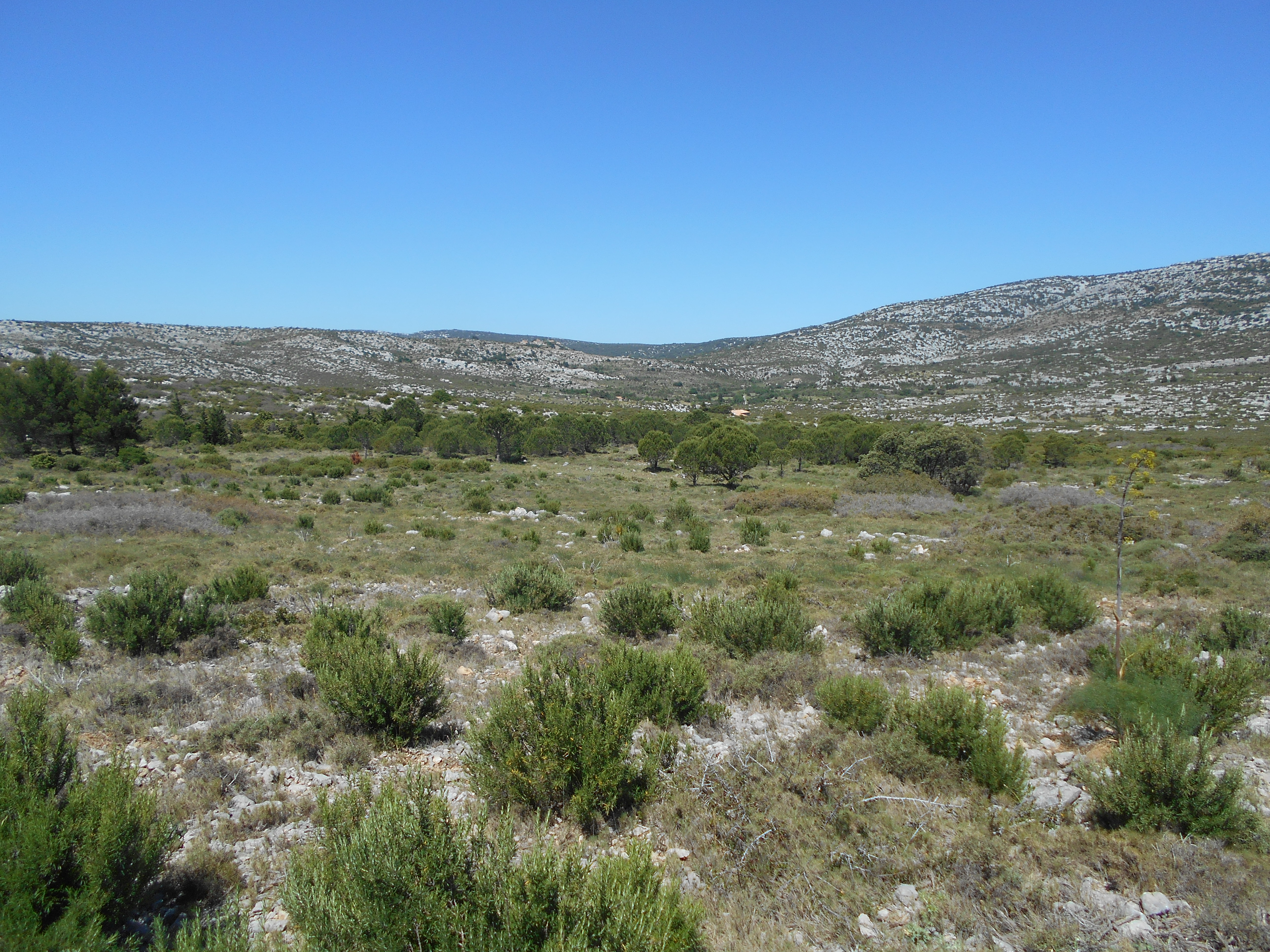
La vall de Perellós

Els indrets específics del terme, així com les partides cadastrals, són els següents: l'Aiguera Gran, l'Aiguera Mixau, o Mixal, l'Aiguera de Janbon, l'Aiguera d'en Nyerro, les Aiguarasses, l'Artiga del Micolau, l'Artiga del Rosset, l'Artiga d'en Grana, els Artigots, l'Assalador, les Barres, la Bassa, les Bassetes, abans la Basseta, les Bigues, les Blacasses, la Bosiga, les Bosigotes, els Bruguers, el Cabanot de Terra Baixa, abans d'en Terra Baixa, els Cabanots, la Cadieira o Sietge de la Mort, la Cadieira o Sietge de la Pau, la Cadieira o Sietge de les Gentiscles, la Cadieira o Sietge dels Arbocers, la Cadieira o Sietge del Sord, el Camí de França, el Camí de la Bassa, el Camí de les Vinyes, el Camí del Molí, el Camí de Perellós, els Camins Crusiers, el Camp de Lader, el Camp de la Filla, el Camp de l'Auca, el Camp de l'Auzina, el Camp del Duc, el Camp de l'Esperit, el Camp de l'Espinet, el Camp del Piló, el Camp d'en Bordoll, el Camp Llong, el Camp Rodill, els Camps de la Bassa, els Camps de la Senyora, els Camps del Castell, els Camps del Cortal, la Cauna, la Cauna del Violon, els Closells, el Coll de Carriera, el Coll de la Marga, el Coll de la Sabina, les Colomines, o els Colomers, els Cortgraners, els Cortgraners Alts, el Cotiu d'en Lluís, el Crest Blanc, el Crest de Coll de Carnera, el Crest de Janbon, el Crest de Ferratxo (nom antic), el Crest de la Galera, el Crest de la Sabina, el Crest del Camp de l'Auca, el Crest del Forn de Montpeirós, el Crest del Mill, el Crest del Roire, el Crest de Vilaplana, la Creu de la Novella, la Creueta, Darrer Coll, les Eres, o les Ieres, les Escomelles, l'Esglesieta, els Fangassos, els Farratjals, les Feixetes, les Fontanilles, la Font de l'Ase (dos llocs diferents amb el mateix nom), la Font del Castell, la Font del Genegal, la Fonteta, la Font Nova, les Gardis, la Garriga Negra, el Garrollar Rodon, el Gentisclar, o les Gentiscles, la Ginebreda, Gineiroles, la Gran Cremada, el Gratallà, la Jaça del Bou, la Jaça del Cogotier, la Jaça de les Ferles, la Llonganissa, el Mas d'en Blanc, el Mas d'en Cabota, el Mas d'en Costa, el Molí Nou, el Molí Vell, Morrada del Puig Petit, la Murtra, el Pas Estret, el Pixador, Pixa l'Agulla, Porcaracs, els Posets, el Pou del Ferrer, el Poud'en Noris, el Puig de Montpeirós, la Rasimiera, la Rasimiera Auta, el Rec de la Vernadella, el Remolí, el Ròbol, el Roc de la Perdició, el Roc Rodon, el Roc Roig, la Romanissera, el Salt del Cabrit, Santa Bàrbara, Sant Llorenç, Sant Miquel, els Set Olius, els Terrers, la Tesana, el Tirolet, els Travessers, Trauc del Boix, Trauc del Cavall, Trauc del Colom, Trauc de les Abelles, els Tres Quillons, Vacarissa, Veiral Agre, el Veiralet, els Veiralets, Veirals de Camp Rodill, Vilaplana, els Vinyers de Baix i els Vivers.
Alguns topònims indiquen senyals termenals, com les Aiguarasses, el Claper de Matamala, la Creu de Baix del Serrat de les Auques, la Creu de la Font del Genegal, la Creu del Mill, la Creu dels Tres Senyors, la Peira Dreta, el Piló del Camí del Mas d'en Bac, el Piló del Camp del Piló, el Piló del Coll de Carriera, el Piló del Coll de Ladàs, el Piló de les Auques, el Piló del Coll del Cortal Nou, el Piló del Pla dels Selvis, el Piló del Serrat Alt del Solellar, el Piló del Serrat del Boix, el Piló del Serrat de l'Escloper, el Piló del Trauc del Boix, el Piló de Montpeirós i el Roc Rodon.

## Transport

### Carreteres
Travessen el terme comunal d'Òpol i Perellós dues carreteres departamentals: la D - 5 i la D - 9, a part de la carretera local que uneix Òpol amb Perellós.
La D - 5 (D - 227 de l'Aude, al límit territorial - Sant Esteve del Monestir), que, cap al nord d'Òpol, s'adreça al departament de l'Aude, Occitània, i cap al sud, a Ribesaltes (13 quilòmetres) i a Sant Esteve del Monestir (24,5).
Finalment, la D - 9 (límit territorial, a Salses - D - 611, a Talteüll), que, procedent d'Occitània, travessa el terme de Salses sense passar per aquesta vila, i s'adreça a Òpol, Vingrau (10,5 quilòmetres) i Talteüll (15,5).

### Mitjans públics de transport
Òpol està inclòs en la línia 25 de la Compagnie de Transports Perpignan Méditerranée, Ribesaltes - Òpol, que uneix aquestes dues poblacions directament. Ofereix cinc serveis diaris en cada direcció, de dilluns a dissabte. El diumenge i els dies de festa, té dos serveis en cada direcció.

### Els camins del terme
Els camins del terme d'Òpol i Perellós es poden classificar entre els que enllacen indrets del mateix terme propi, i els que enllacen amb els termes i pobles veïns. Entre aquests darrers hi ha el Camí de Fitó, el de França, o Ruta de Fuelhar, el de Perellós a Fuelhar, el d'Embras, el de Salses, el de Perellós a Vingrau, el de Vingrau a Vespella, la Ruta de Fitó, la de Perellós, abans Camí de Perellós, la de Perpinyà, abans Camí de Perpinyà, i la de Vingrau, també abans Camí de Vingrau (des d'Òpol).
Els camins de l'interior del terme són el Camí de Coma Ramiol, el de Fontanilles, el de la Bassa Llarga, o de Nobel, o del Trauc del Boix, el de la Cadieira de la Pau, el de la Coma de l'Agla, el de la Coma Fosca, el de la Font de Genegal, el de la Font de l'Ase, el de l'Aiguera Mixau, el de la Jaça del Bou, el de la Pujada dels Carboners, el del Coll de la Sabina, o de Mont Pla, el del Crest del Forn, el del Crest del Mill, el de les Gardis, el de les Vinyes, el del Forn, el del Mas d'en Bac, el del Mas d'en Costa, el del Molí Vell, el del Ròbol, el dels Camps d'en Jordà, el dels Clots d'en Boquer, el dels Fangassos, el dels Vivers, el del Trauc de Reinald, el del Tirolet, el de Mont Pla i el de Vall Oriola o Valloriola.

## Activitats econòmiques
Bona part del terme és improductiu, des del punt de vista agrícola. La vinya ocupa una gran part de les hectàrees conreades del terme, quasi totes a la depressió on es troba el poble. S'hi conrea sobretot vinya, destinada la major part a vins de qualitat, de denominació d'origen controlada. Els arbres fruiters i les hortalisses ocupen una petita part, poc més que testimonial.
Antigament es destinava a la ramaderia les zones més altes i trencades del terme, però avui dia ha disminuït molt, i els caps ovins no arriben a 300, mentre que el bestiar cabrum es redueix a una trentena d'exemplars.

## Història

### Edat Antiga
J. B. Alart postula que Òpol és l'antiga clausura Sordonia, ocupada pel rei Vamba l'any 672; tanmateix, fins que s'hi facin prospeccions arqueològiques a fons resta com una incògnita, aquesta hipòtesi.

### Edat mitjana
El nom del lloc rep diverses formes fins a arribar a la forma actual: Oped el 1100, Opidum el 1149, Opet el 1184, Òpou el 1323 i Òpol el 1346. Hi tenia un alou a finals del segle xi Arnau Guillem de Salses, que va passar a mans del seu fill Oliba juntament amb les altres possessions de son pare. En aquell moment el lloc era deshabitat, i hi havia tan sols el castell, dominant l'altiplà. El 1246 Jaume I el Conqueridor atorgà una generosa carta de població als qui vinguessin a poblar el lloc, amb la promesa que sempre seria un lloc reial, i que es regiria pels Costums de Perpinyà. En aquesta carta poblacional s'especificava que en endavant el lloc duria el nom de Salvaterra. La carta fou confirmada el 1262 per l'infant Jaume, futur rei de Mallorques, i Òpol romangué fins a la fi de l'Antic Règim com a lloc reial.

### Edat Moderna
A principis del segle xvi es produí el trasllat de la població del lloc antic, a redós del castell, a l'emplaçament actual, a la plana. El fet que en el fogatge del 1553 no consti cap foc a Òpol pot correspondre a aquest canvi. El 19 de març del 1598 els francesos s'empararen del castell i el fortificaren. El 1652 per ordre de Richelieu es desmantellà, en restaren qualques ruïnes i una torre.

## Demografia

### Demografia antiga
La població està expressada en nombre de focs (f) o d'habitants (h)
| 35 f | 41 f | 35 f | 29 f | 3 f | 32 f | 76 f | 90 f | 99 f | 133 f | 393 h | 99 f | 109 f | 500 h |

Font: Pélissier 1986
Notes:
- 1350, 1365 i 1378: per a Castell d'Òpol;
- 1790: per a Òpol i Perellós.

### Demografia contemporània
| Evolució de la població |      |      |      |      |      |      |      |      |
| 1793                    | 1800 | 1806 | 1821 | 1831 | 1836 | 1841 | 1846 | 1851 |
| 599                     | 513  | 499  | 521  | 659  | 701  | 763  | 789  | 840  |

| 1856 | 1861 | 1866  | 1872  | 1876  | 1881  | 1886  | 1891 | 1896 |
| ---- | ---- | ----- | ----- | ----- | ----- | ----- | ---- | ---- |
| 850  | 870  | 1.032 | 1.029 | 1.122 | 1.141 | 1.157 | 945  | 885  |

| 1901 | 1906 | 1911 | 1921 | 1926 | 1931 | 1936 | 1946 | 1954 |
| ---- | ---- | ---- | ---- | ---- | ---- | ---- | ---- | ---- |
| 850  | 785  | 788  | 725  | 702  | 719  | 660  | 570  | 557  |

| 1962 | 1968 | 1975 | 1982 | 1990 | 1999 | 2005 | 2008 | 2010 |
| ---- | ---- | ---- | ---- | ---- | ---- | ---- | ---- | ---- |
| 548  | 527  | 482  | 552  | 585  | 595  | 726  | 814  | 932  |

| 2013  | 2015  | 2016  |
| ----- | ----- | ----- |
| 1.042 | 1.135 | 1.168 |

Fonts: Ldh/EHESS/Cassini fins al 1999, després INSEE a partir del 2004

### Evolució de la població

Població 1962-2008

## Administració i política

### Batlles[12]
| Període     | Nom                     | Opció política | Comentaris |
| ----------- | ----------------------- | -------------- | ---------- |
| 1820        | Fabre                   |                |            |
|             |                         |                |            |
| 1860 - 1863 | Laurent Calmon          |                |            |
|             |                         |                |            |
| 1903 - 1912 | Nicolas Estirach        |                |            |
|             |                         |                |            |
| 1924 - 1929 | Guillaume Castany - Riu |                |            |
| 1929 - 1965 | Pierre Estirac          |                |            |
| 1965 - 1966 | Jules Carrère           |                |            |
| 1966 - 1972 | Claude Bouchet          |                |            |

| Període                       | Nom                      | Opció política | Comentaris |
| ----------------------------- | ------------------------ | -------------- | ---------- |
| 1972 - 1977                   | Claude Bouchet           |                |            |
| 1977 - 1983                   | Émile Sourious           |                |            |
| 1983 - Març del 1989          | Robert Coq               |                |            |
| Març del 1989 - Març del 2006 | Jean-François Carrère    |                |            |
| Març del 2006 - Març del 2008 | Freddy Deschaux - Beaume |                |            |
| Març del 2008 - 2020          | Jean-François Carrère    |                |            |
| Març del 2020 - Moment actual | Patrick Sardà            |                |            |

### Legislatura 2020 - 2026

#### Batlle
- Patrick Sardà.

#### Adjunts al batlle
- 1r: Jérémy Sardà
- 2a: Estelle Dedebant
- 3r: Ludovic Porteils
- 4t: Céline Coder-Juny

#### Consellers municipals
- Chantal Meuret
- Freddy Deschaux-Beaume
- Marianne Vonau
- Julien Mas
- Julie Carrère
- Nicolas Serpette
- Céline Gonzalez
- Daniel Drouillard
- Agnès Lambert-Magrin
- Patrice Rolli

### Adscripció cantonal

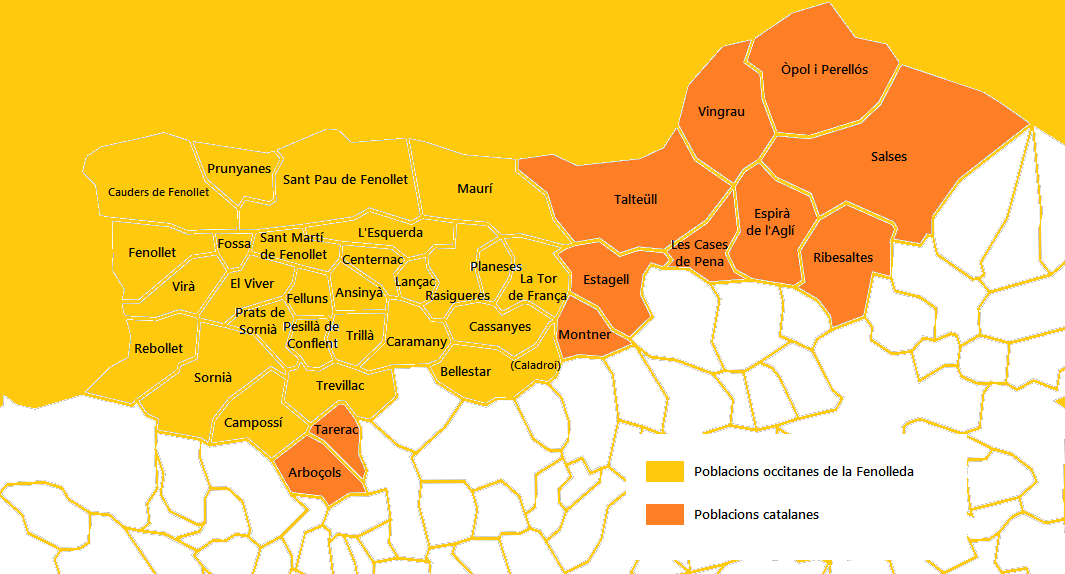
Mapa del Cantó de la Vall de l'Aglí

A les eleccions cantonals del 2015 els pobles d'Òpol i Perellós han estat inclosos en el cantó número 15, denominat de la Vall de l'Aglí, amb capitalitat a la vila de Ribesaltes, juntament amb les viles catalanes d'Estagell i Salses i les occitanes de Sant Pau de Fenollet, Sornià i la Tor de França, a més dels pobles catalans d'Arboçols i Tarerac, de la comarca del Conflent, i Cases de Pena, Espirà de l'Aglí, Montner, Òpol i Perellós, Talteüll i Vingrau, de la del Rosselló i occitans d'Ansinyà, Bellestar, Campossí, Caramany, Cassanyes, Caudiers de Fenollet, Centernac, l'Esquerda, Felluns, Fenollet, Fossa, Lançac, Maurí, Pesillà de Conflent, Planeses, Prats de Sornià, Prunyanes, Rasigueres, Rebollet, Sant Martí de Fenollet, Trevillac, Trillà, Virà i el Viver. Els seus consellers departamentals són Lola Beuze (PCF - Front d'Esquerres), exconsellera municipal de Pià, i Charles Chivilo (PRG), batlle de Maurí, de la Unió de l'Esquerra.

## Ensenyament i cultura
Ópol té una escola pública maternal i primària. Per a continuar els estudis secundaris, els nois d'Òpol poden anar als col·legis d'Espirà de l'Aglí, Perpinyà, Pià, Ribesaltes o Sant Llorenç de la Salanca, i per al batxillerat, als liceus de Perpinyà o Ribesaltes.
Pel que fa als esports, és de destacar l'Opoul XIII, club de rugbi a 13.

## Persones il·lustres
- Miquel de Perellós (1348?-1427), arquebisbe d'Ambrun